# Deutsche Venen-Liga
Die Deutsche Venen-Liga e.V. (DVL) ist ein gemeinnütziger Verein. Sie hat ihre Hauptgeschäftsstelle in Bad Bertrich. Eine regionale Geschäftsstellen liegt in Hilden (West).

## Aufgaben
In Deutschland leiden jede fünfte Frau und jeder sechste Mann an einer chronischen Venenerkrankung. Bei Venenleiden hat man meist schwere Beine, Schwellungen und ein Druckgefühl. Es kommt zu Beinkrämpfen in der Nacht, Hautverfärbungen können auch auftreten. Die Folge kann ein offenes Bein sein. Laut Statistik der Deutschen Gesellschaft für Angiologie erleiden rund 80.000 Menschen pro Jahr in Deutschland eine Thrombose, hier überwiegend in den Beinvenen.
Die Deutschen Venen-Liga e.V. (DVL) hat die Aufgabe im Rahmen des Gesundheitsmanagements, den Bürger über die Volkskrankheit Venenleiden (Krampfadern (Varizen), Besenreiser) zu informieren und aufzuklären. Die Informationen verfolgen die Ziele:

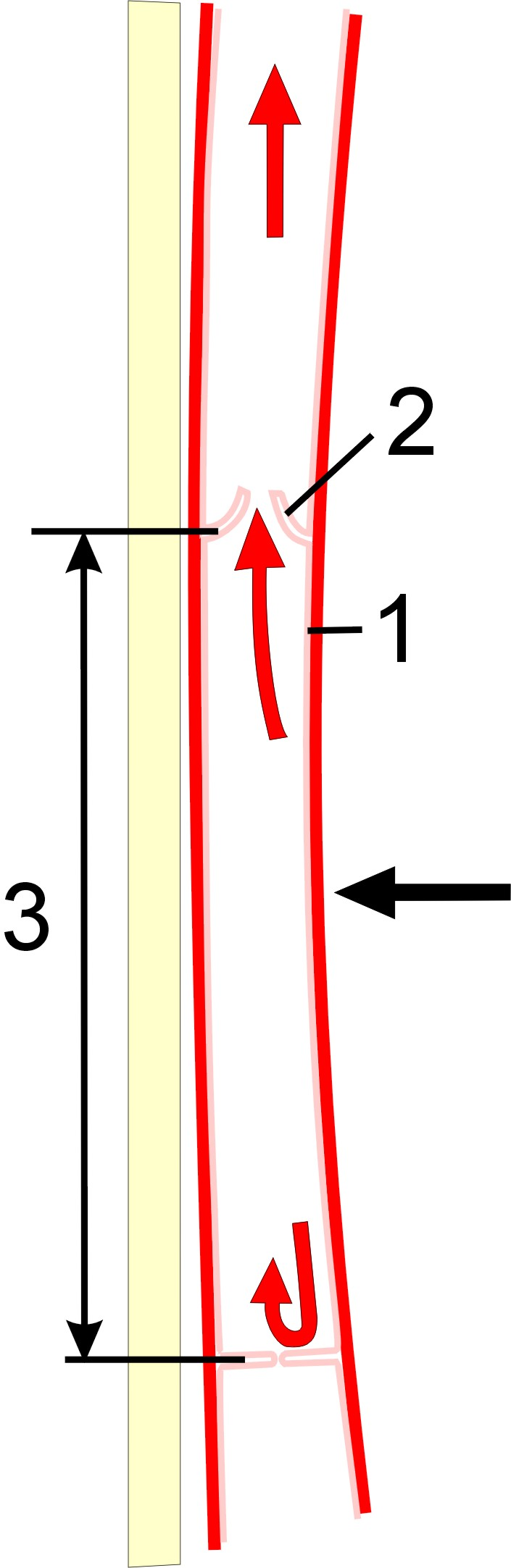
Schema einer Vene.
1 Endothel, 2 Venenklappe, 3 Sinus valvulae.

Querschnitt einer Vene mit Zellwand, Flussrichtung und Venenklappe

- Venenleiden durch Vorsorge und Risiko-Minimierung zu verhindern;
- Diagnostik Verfahren von Krampfadern, Besenreisern zu erläutern;
- Behandlungsmethoden und Therapien vorzustellen;
- Betroffene Patienten frühzeitig qualifizierten Versorgungsstrukturen mit Venenspezialisten (Phlebologen) zuzuführen;
- Venenscreening-Aktionen im Rahmen des betrieblichen Gesundheitsmanagement im DVL-Venenmobil durchzuführen;
- Venenchecks in Fachkliniken oder auf Fachmessen;[3]
- Den Behandelnden Ärzten und Krankenkassen neueste Informationen über moderne Behandlungsmöglichkeiten in Diagnostik und Therapie zu geben;
- Am Venentag, der seit 2003 jährlich unter Beteiligung von Apotheken, Sanitätshäusern, Arztpraxen, Krankenkassen und Kliniken bundesweit stattfindet, die Interessierten breit zu informieren;[4]
- Regelmäßige Venensprechstunden der DVL in den Venenkliniken zu organisieren;
- Interessierte und Betroffene umfangreiches Informationsmaterial zu Therapie, Behandlung und Prävention im Internet (www.venenliga.de) zur Verfügung zu stellen.[5][6]

Präsident der Deutschen Venen-Liga e.V. ist Michael Wagner. Schirmherrin und Vizepräsidentin ist die Schlagersängerin Cindy Berger (Cindy & Bert), die sich als Betroffene besonders für dieses Thema starkmacht. Tanja Neureiter ist seit 2022 Geschäftsführerin.

## Gründung
Bei Gustav Saam war wegen eines großflächigen und tiefgrundigen Unterschenkelgeschwürs die Unterschenkelamputation in der Chirurgie einer Klinik vorgesehen. Anstelle einer Amputation wandte er sich an die Fachklinik für Venenerkrankungen in Bad Bertrich. Dort wurde eine Wundbehandlung des „offenen Beines“ vorgenommen. Die eingehende Untersuchung zeigte, dass es wegen einer Bein-Venen-Thrombose zu einer hochgradigen Rückflussstörung gekommen war, welche den Unterschenkel stark anschwellen ließ und schließlich zum offenen Bein in großer Ausdehnung führte.
Im nächsten Schritt erfolgte bei weiterer Wundbehandlung, das Anlegen schulmäßiger Kompressionsverbände. In Kombination mit genau angeleiteten, täglichen Bein-Übungen zur Betätigung der Muskelpumpe für den Rücktransport des venösen Blutes, nahm die Schwellung ab. So konnte das riesige Unterschenkelgeschwür vollkommen geheilt werden. Der Patient wurde beschwerdefrei. Ihm wurde ergänzend ein nach genauen Maßen gefertigter Kompressionsstrumpf verordnet. So konnte das zuvor bereits zur Amputation bestimmte Bein gerettet werden.
Um auch andere Menschen an seiner Heilung teilhaben zu lassen, gründete Gustav Saam am 8. Juni 1988 eine Interessengruppe, welche den Namen „Deutsche Venen-Liga e.V.“ erhielt.
Mittlerweile ist die Deutsche Venen-Liga e.V. zu einer der größten Selbsthilfegruppe und Patientenforum der Bundesrepublik Deutschland herangewachsen.

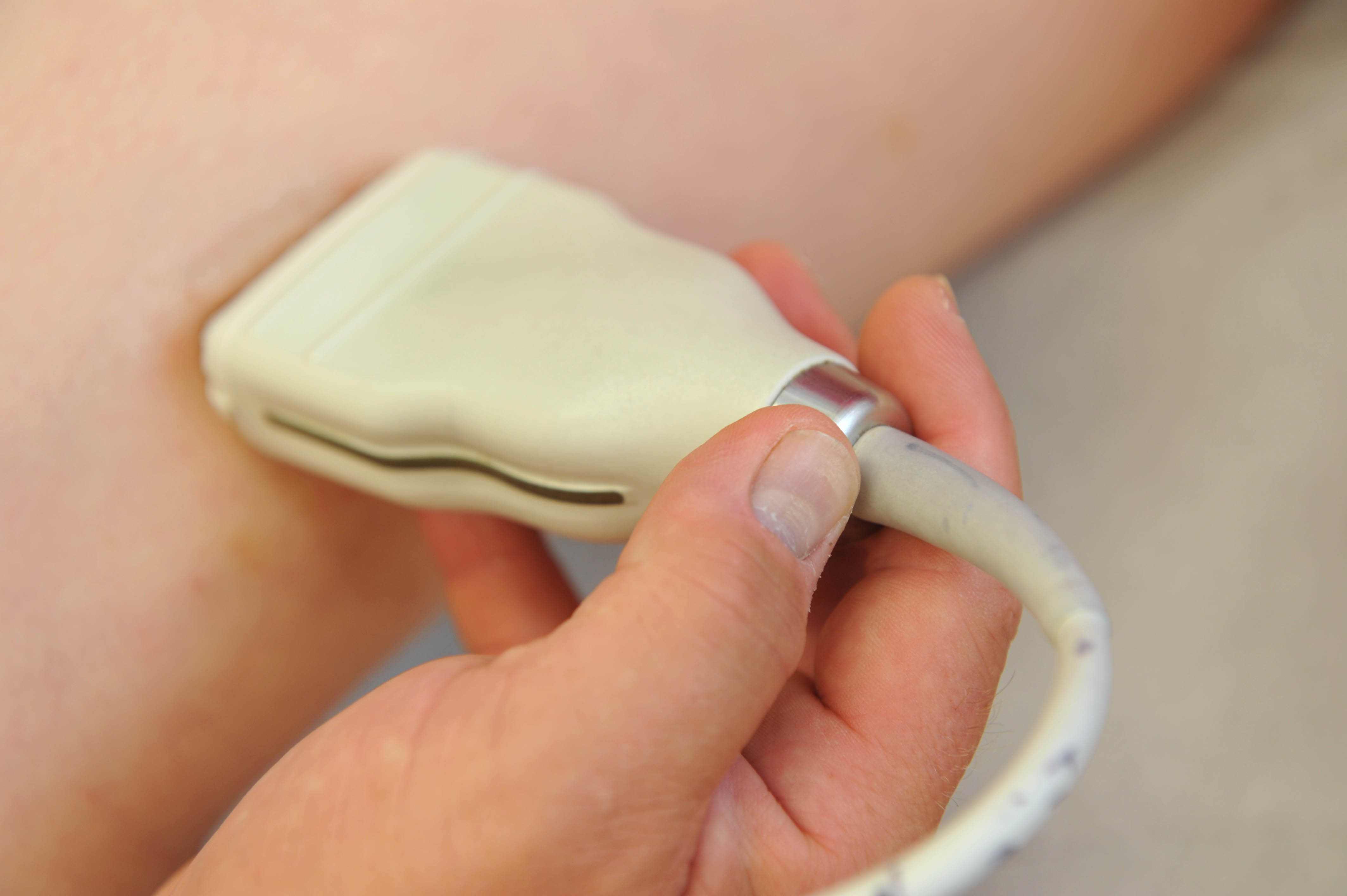
Diagnose Ultraschall-Untersuchung

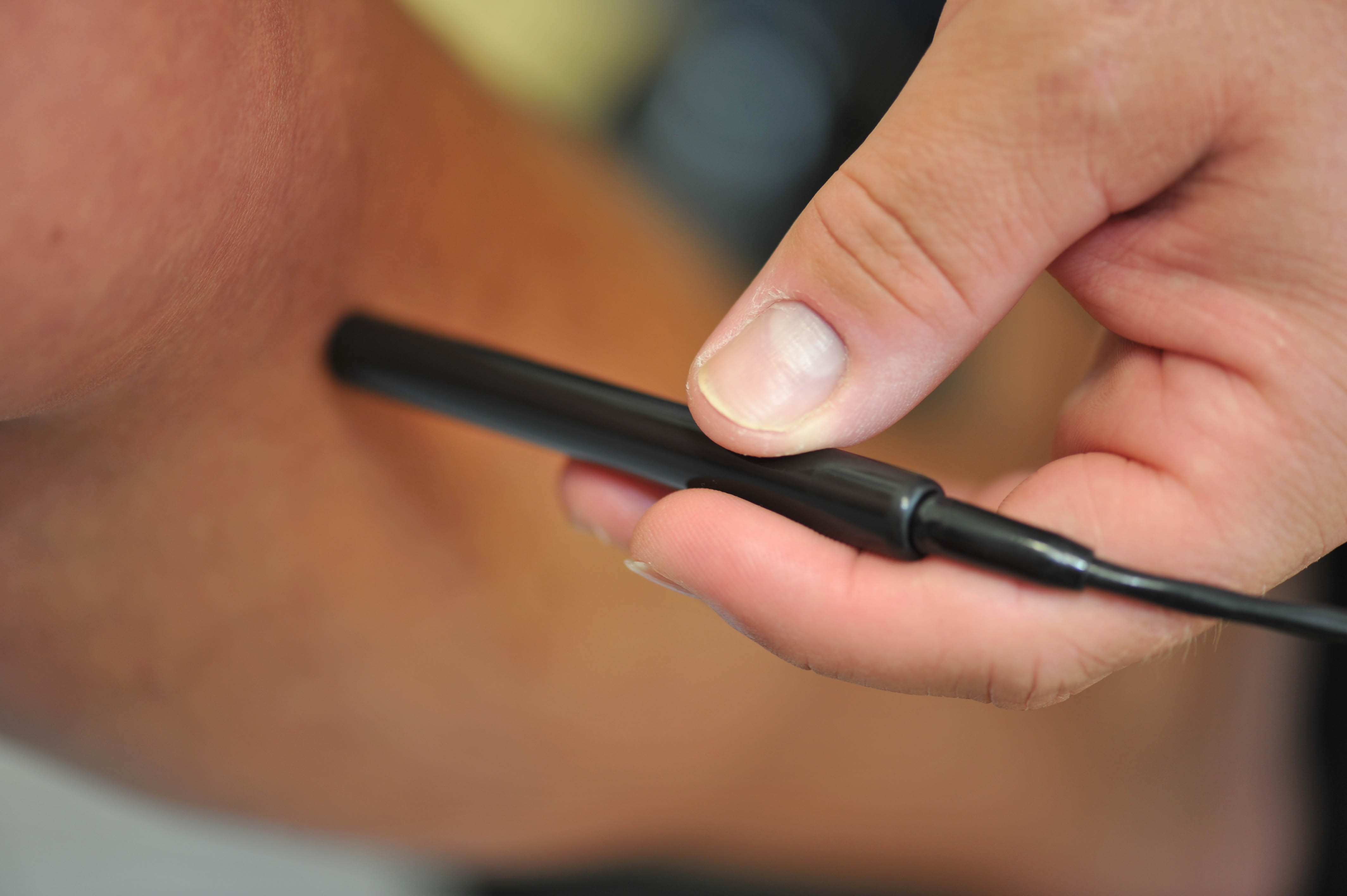
Diagnose Doppler-Untersuchung

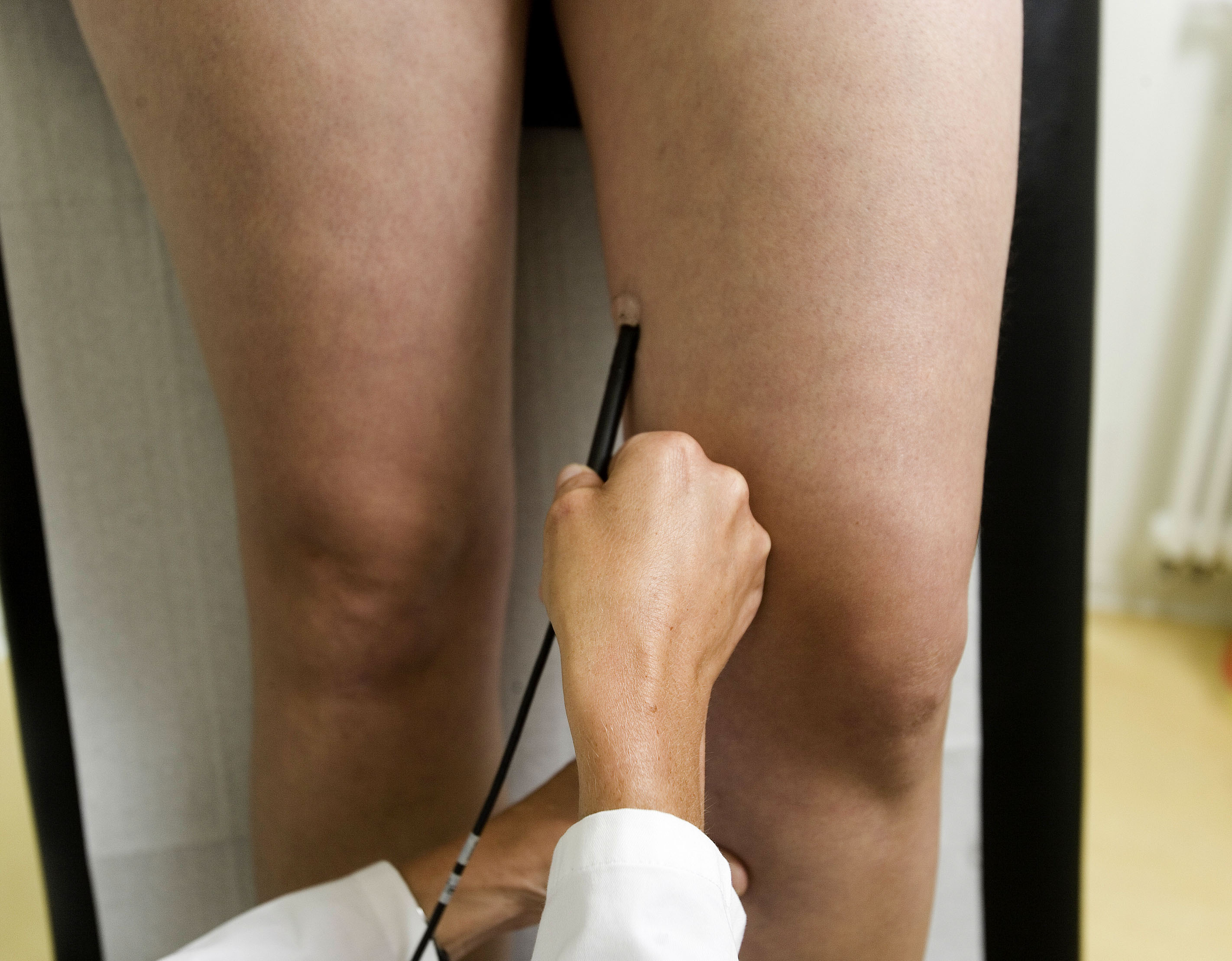
Diagnose Duplexsonografie-Untersuchung

## Informationen der Venen-Liga

### Venen-Spiegel
Die Venen-Liga e.V. gibt halbjährlich den „Venen-Spiegel“ heraus. Seit 2019 wird der Venen-Spiegel auch auf dem Webangebot der Venen-Liga zum Downloaden angeboten.
Die „Venen-Spiegel“ behandeln  Themen  um Venen.
Die „Venen-Spiegel“ geben Ratschläge zum Vermeiden von Venen-Beschwerden.
Die „Venen-Spiegel“ geben Tipps zur Unterstützung der Durchblutung der Venen und Vermeidung von Thrombosen. Grundsätzlich gilt die 3-S, 3-L-Regel, die besagt: Sitzen und Stehen ist schlecht, lieber Laufen und Liegen. Wer beruflich lange stehen oder sitzen muss, kann seine Venen mit Kompressionsstrümpfen entlasten. Auch Freizeitaktivitäten wie Walken, Schwimmen, Fahrradfahren oder Spazierengehen regen die Beinmuskulatur an. Die dadurch ausgelöste Pumpwirkung unterstützt die Blutzirkulation. Treppensteigen statt Aufzugfahren oder zehn Minuten täglich mehrmals mit den Füßen auf und ab wippen und viel trinken (Wasser/Tee) helfen, das Thromboserisiko zu minimieren. Kraftsportarten und Sportarten, bei denen die Beanspruchung abrupt und kurzfristig ist – wie bei z. B. Tennis oder Squash – sind eher nicht so günstig.
Die „Venen-Spiegel“ beschreiben geschlechterspezifische und altersspezifische Krankheitsbilder der Venenentzündung und die Risikofaktoren von Thrombosen.
Die Blutgerinnsel (medizinisch Thrombus) verursacht Symptome wie plötzliche einseitige Beinschwellungen, Druckempfindlichkeit in der Wade oder Fußsohle, ziehende Schmerzen oder eine bläuliche Verfärbung der Haut.
Die „Venen-Spiegel“ erklären die modernen Diagnosetechniken:
Mittels Bluttests und Ultraschalluntersuchung, Infrarottechnik, farbkodierte Duplexsonografie, die Licht-Reflexions-Rheographie (LRR) (eine optoelektronische Methode) ggf. ergänzt durch die Venenverschlussplethysmografie (VVP) (Blutvolumenmessung in den Beinen) wird die Pumpfunktion der Beine, die Durchblutung und Strömungsverhältnisse im Venensystem sowie die Schlussfähigkeit der Venenklappen geprüft. Durch all diese nicht belastenden und nicht schmerzenden sowie völlig risikolosen Untersuchungen kann man auch im Frühstadium die Situation eines erkrankten Venensystems und die Gefahr von Thrombosen sicher abklären.
Die „Venen-Spiegel“ stellen die altbekannten Therapieverfahren vor wie: Klassische Standard Stripping (Operation); Teilstripping der Stammvenen; Invaginierendes Mini-Stripping (Pin-Stripping); Crossektomie; Perforansligatur/Dissektion; Astvarizenexhairese; Shave-Verfahren mit Mesh-graft Plastik; sowie minichirurgische Astvarizenentfernung (Phlebektomie) (Häkelverfahren).
Die „Venen-Spiegel“ erläutern auch moderne Techniken wie:
Extraluminale Valvuloplastie; Katheter-Laserverschluss der Stammvenen; Endovenöse Lasertherapie (EVLT) der Stammvenen; Endovenöse Radiofrequenztherapie (RFITT) der Stammvenen; Modifiziertes CHIVA-Verfahren; Ultraschallgesteuerte Katheter Schaumsklerosierung; Krampfaderverödung und Venenkleber mit Cyanacrylat.
In den Heften der „Venen-Spiegel“ werden spezialisierte Venenkliniken und ihre Leitende Ärzte vorgestellt.
Die „Venen-Spiegel“ beantworten häufig gestellte Fragen (FAQ) in Verbindung mit Venenbeschwerden und Venenbehandlungen.

### Venenfibel
In der ebenfalls von der Deutschen Venen-Liga e.V. herausgegeben Venenfibel  sind Ursachen von Venenleiden, eine Vielzahl täglicher Venenübungen, Sportarten zum Vorbeugen und Tipps beim Reisen (z. B. Tragen von Kompressionsstrümpfen) zusammengestellt.